# Renato de Oliveira
Renato de Oliveira (São Paulo, 23 de novembro de 1923 - São Paulo, 31 de dezembro de 1980) foi um maestro, arranjador, compositor, acordeonista e produtor musical brasileiro.

## Biografia

### Vida pessoal
Os estudos iniciais de música foram ministrados pelo seu pai, Sebastião de Oliveira. Aprofundou os seus estudos com o famoso professor Savino De Benedictis. Também teve contato com o professor alemão Hans-Joachim Koellreutter.

### Vida profissional
Iniciou a carreira musical como acordeonista clássico aos 12 anos. Excursionou  pelo interior de São Paulo apresentando-se com concertista de acordeon até estabelecer-se em 1946 em Curitiba, Paraná, onde ingressou na Radio Guairacá. Contratado pela Radio Tupi, mudou-se para São Paulo no ano de 1948 para fazer parte do elenco de maestros comandados por Georges Julien Philippe Henry. Na Radio Tupi, criou música funcional para os grandes programas da época e regeu a Grande Orquestra Tupi.
Participou da inauguração da televisão no Brasil em 1950 tendo regido o primeiro programa de música clássica exibido na TV brasileira.
Trabalhou na Radio Bandeirantes onde criou música funcional para programas de rádio. Compôs música original para a apresentação radioteatral do Fausto de Goethe em 1953, (fato inédito no Brasil).
Teve extensa participação na produção fonográfica das décadas de 1950, 1960 e 1970. A convite de Roberto Côrte-Real foi contratado em 1954 para a direção artística da empresa fonográfica Colúmbia do Brasil, no Rio de Janeiro.
Posteriormente trabalhou nas gravadoras Mocambo (Fábrica de Discos Rozenblit), RGE, Copacabana, Phillips e Continental. Nesta última  trabalhou como maestro e coordenador de repertório.
Sua carreira está associada a de diversos artistas da música brasileira como Cauby Peixoto, Angela Maria, Paulo Moura, Dóris Monteiro, Lana Bitencourt, Julie Joy, Erlon Chaves, Agnaldo Rayol, Silvio Caldas, Elis Regina, Ellen de Lima, Agostinho dos Santos, Alcides Gerardi, Noite Ilustrada, Carlos Nobre, Francisco Egídio, Jamelão, Trio Marayá, Morgana, Moacyr Franco, Isaurinha Garcia, Titulares do Ritmo, Waldir Calmon, Carlos Alberto (cantor),as cantoras chilenas Doris Y Rossie e outros.
Como compositor teve como principais parceiros, Fernando Cesar e Nazareno de Brito. Trabalhou na TV Record (Astros do Disco), TV Excelsior de São Paulo (Moacyr Franco Show) e na TV Rio, do Rio de Janeiro (O Mundo Alegre do José Vasconcelos). Na TV Rio foi diretor musical por um ano.
Participou  da adaptação musical para a televisão brasileira do programa infantil Vila Sésamo produzido pela TV Cultura e TV Globo em 1972.
Fez gravações especiais para as novelas de TV, como A Fábrica, Ovelha Negra, Ídolo de Pano e Meu Rico Português, da TV Tupi de São Paulo.
No teatro, teve uma duradoura parceria com o humorista José Vasconcellos com quem trabalhou nas produções teatrais O Expresso das 6:30 e As Sete Vidas do Dr. Mania. Produziu música incidental para discos humorísticos do José Vasconcellos. Participou como comentarista musical do programa Música e Músicas da TV Cultura de São Paulo.
Além de gravações com o seu nome atuou com vários pseudônimos entre eles: Bandinha do Oliveira, Renê Bruxelas, Ron Oliver, Renato de Oliveira e sua Orquestra de Sopros, Cid Gray, Pierre Maurois, Jacques François, Marcelo Manfrini e cunhou o nome Los Tropicalientes para uma série de discos para a gravadora Continental

## Discografia
- Fascinação (Colúmbia,1956) (LPCB 41002)[7]
- Hi-Fi Pops Concert (Harmony,1956) (HL7098)[nota 1]
- A Treasury of Victor Herbert - Ron Oliver (Harmony,1956) (HL7117) Inédito no Brasil
- Fábulas Musicadas (Colúmbia,1957) (LPCB 37036)
- Bom mesmo é mú...sica! (Continental,1959) (LPP 3087)
- Este é O LP (Copacabana) 1960  (CLP 11148)
- Soirée Dançante 1 (RGE) 1960 (XRLP 5044) como Cid Gray e sua Orquestra
- Soirée Dançante 2 (RGE) 1961 (XRLP 5056)como Cid Gray e sua Orquestra
- Soirée Dançante 3 (RGE) 1962 (XRLP 5069) como Cid Gray e sua Orquestra
- Tudo OK com Cid Gray (Continental,1962) (LPP 3205) como Cid Gray e sua Orquestra
- Só Samba Sabendo Sambar (Continental,1962) (LPP 3160 ) Cid Gray e sua Orquestra
- Edição Extra (Phillips, 1963)
- Tabuada Musical (Phillips,1963) (P 632924)
- Melodias Imortais (CBS, 1965) Orquestra Entré sob a regência de Renato de Oliveira[nota 2]
- Eu te darei o céu e outros sucessos de Roberto Carlos (CBS,1967)(CBS n. 37496) como Orquestra Brasileira de Espetáculos
- O Melhor dos Festivais (Copacabana,1967) (CLP 11527)
- Made in Brazil (Continental,1969) (PPL 12382)
- Hinos do Futebol Brasileiro (Arranjos e Produção)(1970) (Banda do Corpo de Bombeiros do Estado da Guanabara)[8]
- Entenda a Nossa Música - Renato de Oliveira Orquestra e Coro
- Modern Tropical Explosion como Pièrre Maurois and his Tropical Ensemble(1972) (Visiorama WSILP-01)
- Bolsa de Sucessos como Modern Latin Orchestra (WS -009)
- Música à Luz da Meditação volume 1 (Continental,1974)
- O Desafio das Contas – Soma (Continental,1974)(Série Corujinha)
- O Desafio das Contas – Multiplicação (Continental,1974) (Série Corujinha)
- Música à Luz da Meditação volume 2 (Continental,1974)
- Los Tropicalientes Volume 1 ao 8 (Continental 1970 a 1974)
- Amoureuse (Tropicana, 1975)[nota 3]
- Minuetos e Gavotas (com César Guerra-Peixe) Copacabana (1975)

## Música para teatro
- O Expresso das 6:30 (1962)
- As Sete Vidas do Dr. Mania (1964)

## Filmografia
- Com Água Na Boca (1956)[9]
- No Mundo Da Lua  (1958)[10]
- Mulher Objeto  (1981)[11]